# Provincia de Lorri
Lorri, a veces, Lori (en armenio: Լոռու մարզ) es una de las provincias de Armenia. Está en el norte del país, en la frontera con Georgia. La capital es Vanadzor. Otros pueblos importantes son Estepanavan, Alaverdi y Spitak.
En ella se encuentran dos zonas consideradas Patrimonio de la Humanidad de la Unesco, los monasterios de Haghpat y Sanahin. Destaca también el monasterio de Ajtala, 185 kilómetros al norte de Ereván, donde armenios, georgianos y griegos hacen una peregrinación anual los días 20 y 21 de septiembre.
La provincia, comunicada por el aeropuerto de Stepanavan, fue castigada duramente por el terremoto de Armenia de 1988. 

## Geografía

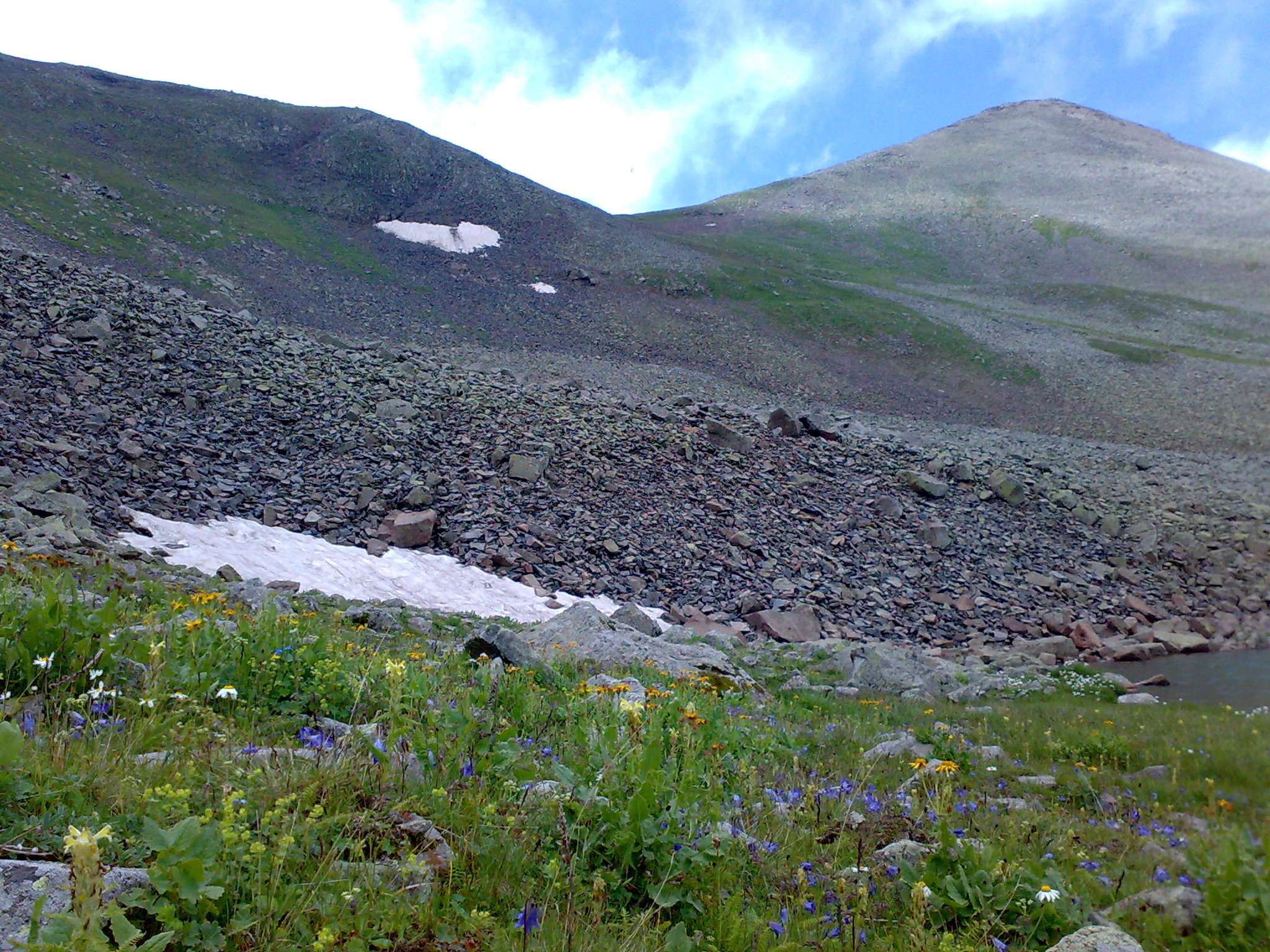
Monte Achkasar, punto más elevado de la provincia de Lori.

Situada en el norte de Armenia y con una superficie de casi cuatro mil kilómetros cuadrados, la provincia de Lori es una región montañosa, dominada por las sierras de Javakheti, Bazum, Pambak, Gugark, Halab y Somkheti. La cordillera de Javakheti, o Yavajeti, pertenece al Cáucaso Menor, tiene una longitud de unos 50 km y se extiende de norte a sur entre Georgia y Armenia, donde se halla el punto más alto, el monte Achkasar, de 3196 m, en la frontera entre ambos países. Al sur de esta sierra se encuentran, de oeste a este, las de Bazum, con el monte Urazar, de 2992 m, y Pambak, con cimas de más de 3000 m que enlazan con el monte Ararat.
En este contexto, con el territorio inclinado hacia el nordeste preferentemente, donde se halla el punto más bajo, a 380 m, la región está dominada por el río Debet, que pasa por Alaverdi y desemboca en el río Kurá, en Georgia. Sus principales afluentes son los ríos Dzoraget y Pambak.

### Población
De acuerdo al censo oficial de 2011, Lorri tenía una población de 235 537 habitantes (111 675 hombres y 123 862 mujeres), el 7,8 % del total de Armenia. La población urbana era de 137 784 personas, (58,5 %), repartidas en 8 ciudades, Vanadzor, la mayor, con 86 199 hab., Alaverdi, Stepanavan, Spitak, Shamlugh, Tashir, Akhtala y Tumanyan, y la población rural era de 97 753 personas repartidas en 105 comunidades rurales, la mayor de las cuales es Metsavan, con 4578 hab.

## Cultura
Entre los siglos XI y XIII, los monasterios de Haghpat, Sanahin, Kobayr y Bardzrakash, en Dsegh, sirvieron como centros de la cultura, la teología y la ciencia armenias. Intelectuales como Hovhannes Imastaser, Grigor Tuteordi, Davit Kobayretsi y Grigor Magistros trabajaron en estos monasterios. La casa museo de Hovhannes Tumanyan, en Dsegh, está entre los lugares culturales importantes de Lorri.

### Fortalezas y yacimientos arqueológicos

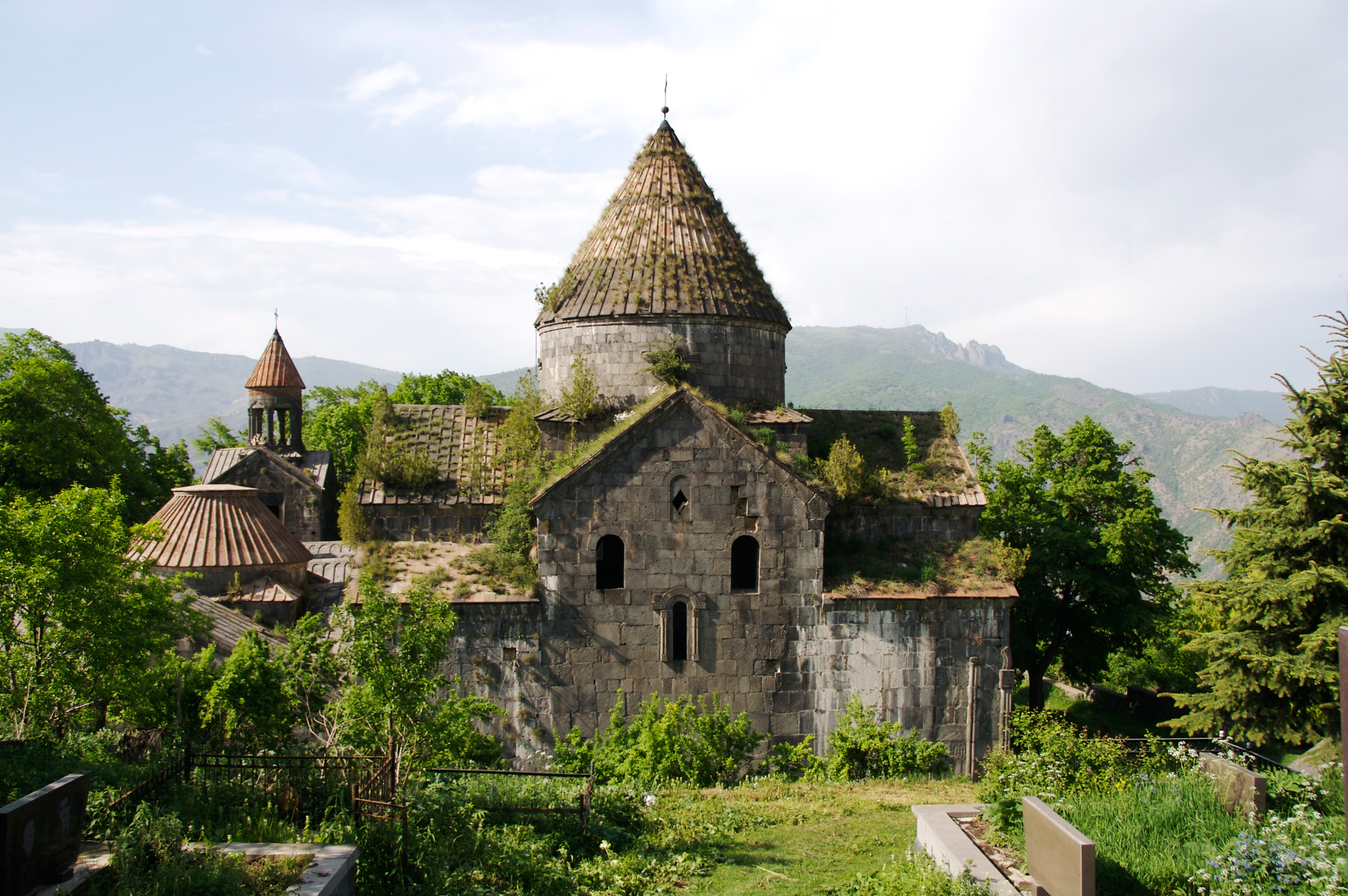
Monasterio de Sanahin

- Castillo de Kaytson, del siglo X
- Fortaleza de Kayan, del siglo X
- Fortaleza de Akhtala, del siglo X
- Fortaleza de Lorri, del siglo XI
- Puente de Sanahin, de 1195,
- Puente de Yaghdan, del siglo XIII
- Fortaleza de Sedvi, del siglo XIII

### Iglesias y monasterios
- Iglesia de Odzun, del siglo V

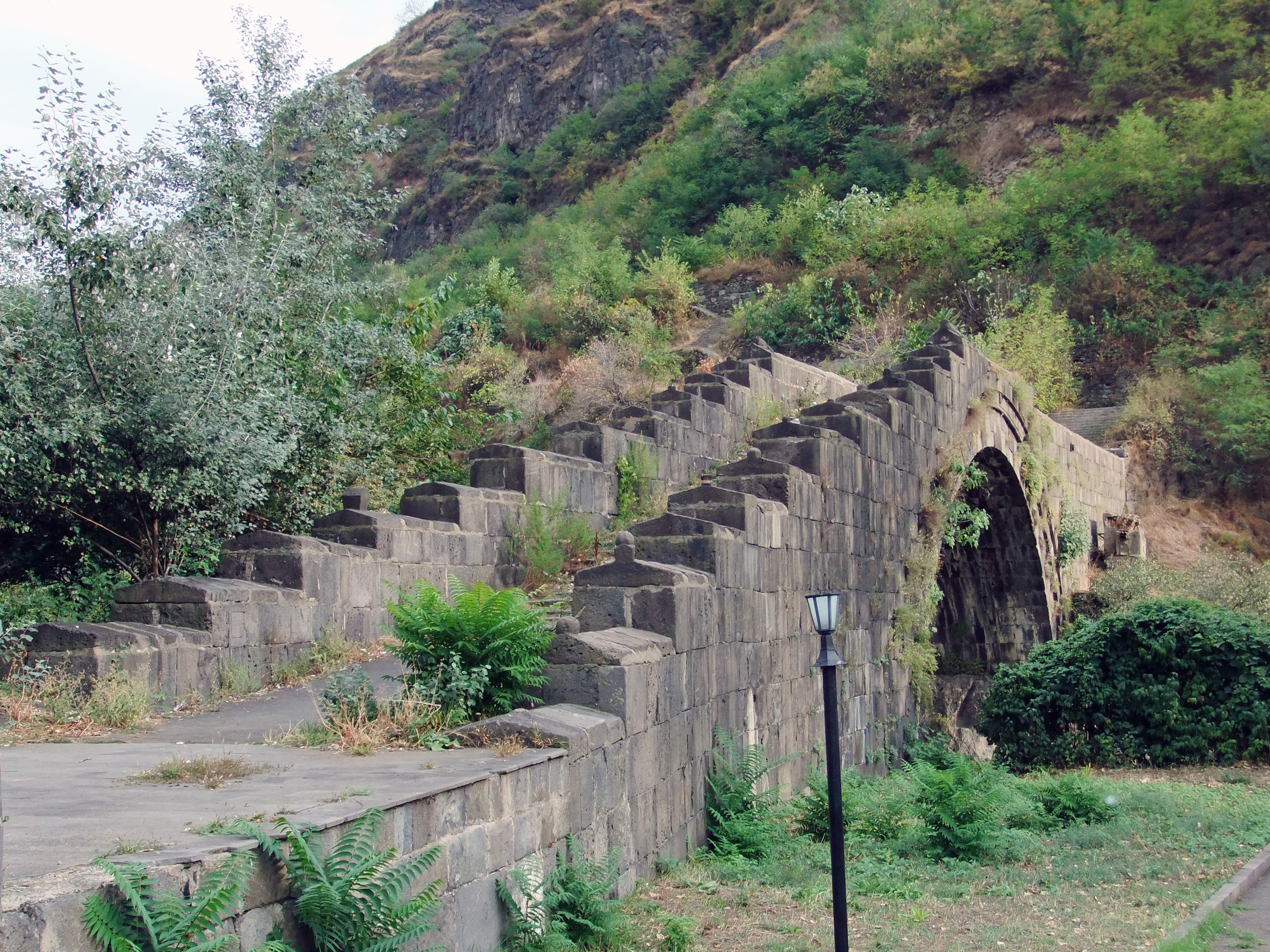
Puente de Sanahin, de 1195

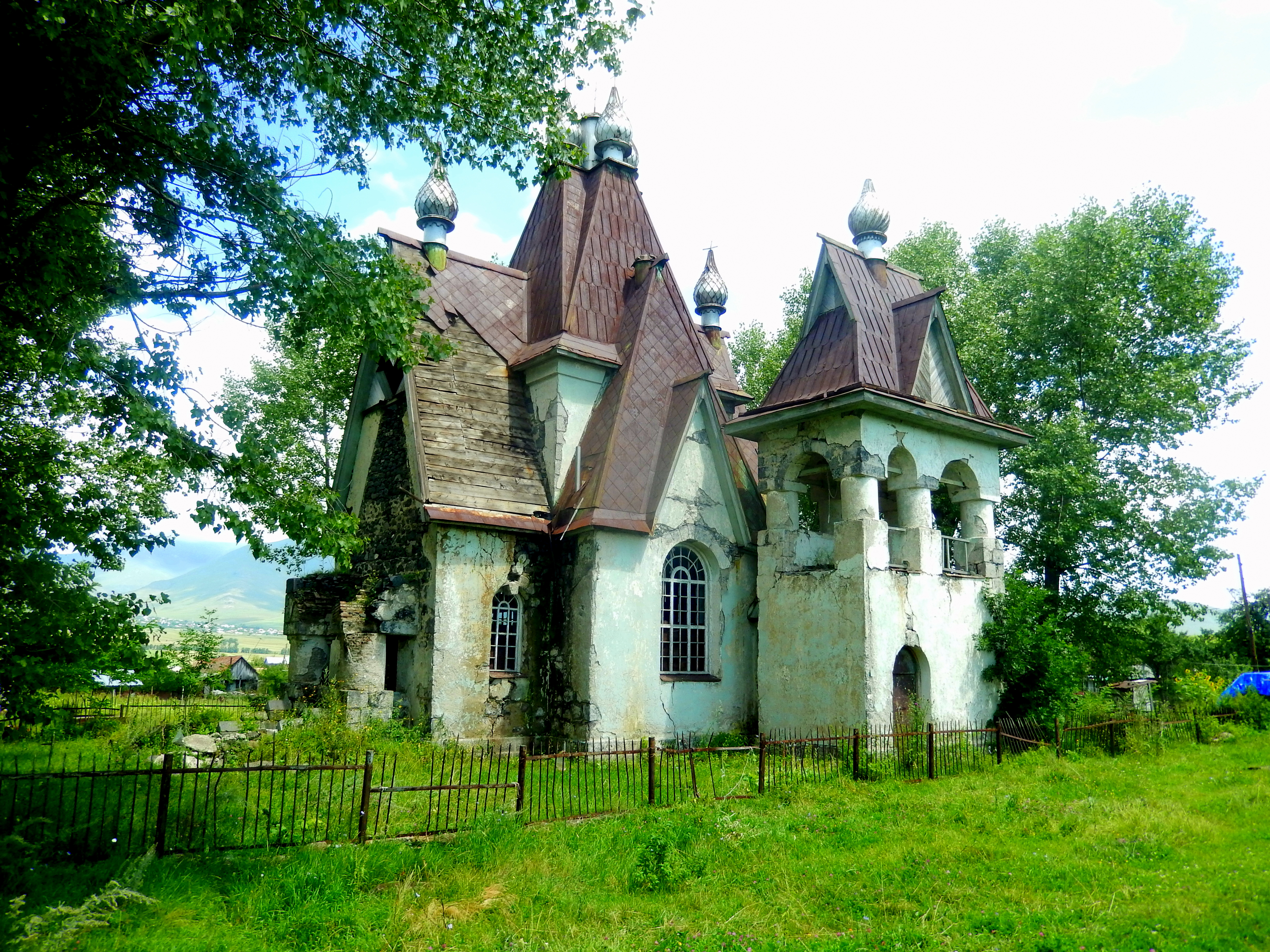
Iglesia de San Nicolás de los Milagros

- Iglesia de San Jorge de Sverdlov, del siglo VI
- Monasterio de Horomayr, del siglo VII, cerca de Odzun
- Iglesia de San Gregorio el Iluminado, en Dsegh, siglo VII
- Monasterio de Hnevank, siglos VII-XII
- Monasterio de Surp Hovhannes de Ardvi, siglos VIII-XIII
- Monasterio de Sanahin, del siglo X
- Monasterio de Haghpat, del siglo X
- Iglesia de los Cuarenta mártires, del siglo XI
- Monasterio de Khorakert, de 1251 en Jiliza
- Monasterio de Surp Nshan, de Sedvi, cerca de Kachachkut, del siglo XIII
- Iglesia de la Santa Madre de Dios, de Vanazdor, abierta en 1831
- Iglesia de San Nicolás de los Milagros, de Amrakits, inaugurada en 1848
- Iglesia de Gyulagarak, de 1876.
- Iglesia Rusa del Nacimiento de la Virgen, de Vanadzor, inaugurada en 1895.

### Religión

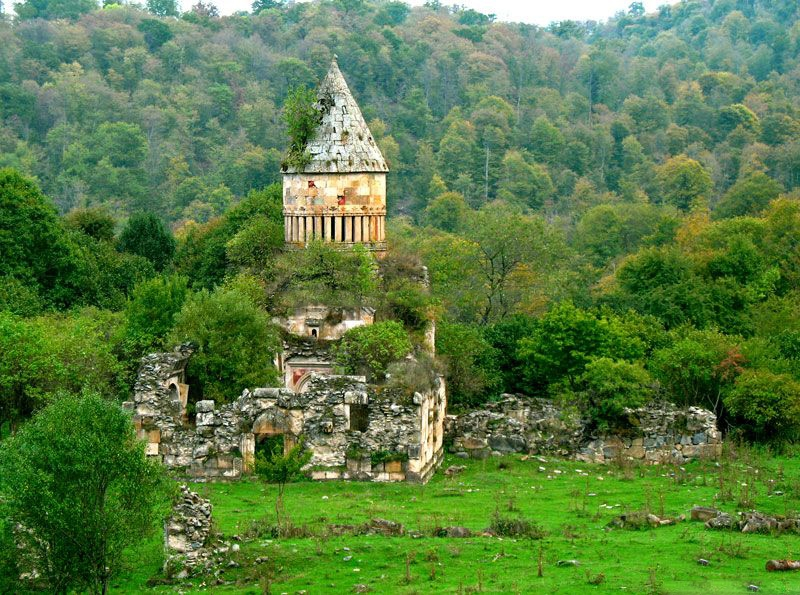
Monasterio de Khorakert

La mayoría de los habitantes de Lorri son armenios étnicos que pertenecen a la Iglesia apostólica armenia. La jurisdicción de la iglesia pertenece a la diócesis de Gougark, encabezada por el arzobispo Sebouh Chouldjian. La sede de la diócesis se encuentra en la catedral de San Gregorio de Narek, en Vanadzor.
Sin embargo, se encuentran pequeñas comunidades de rusos molokanes, término eslavo para las distintas sectas cristianas rusas no conformes con la Iglesia ortodoxa rusa, sobre todo en Fioletovo y Lermontovo, y en menor proporción en Sverdlov, Mikhayelovka, Privolnoye, Pushkino, Medovka y Tashir, con un total de 3.882 individuos. Hay unos pocos rusos y ucranianos ortodoxos en Vanadzor, Stepanavan y el pueblo de Amrakits.
De acuerdo a la diócesis de Gougark, en febrero de 2016 en Lorri había 259 lugares de culto, de los cuales 3 monasterios en activo, así como 36 iglesias y 23 capillas.
Al sur de la provincia hay 793 individuos de la comunidad yazidi. También se encuentran 655 individuos de la comunidad griega que hablan el griego póntico, siendo mayoría en el pueblo de Yaghdan.

## Economía

### Agricultura
Aproximadamente, el 40 % de la población de Lorri se dedica a la agricultura, incluyendo cultivos y ganadería. El 66 % de la superficie es tierra cultivable, de la cual se utiliza en 17 % (unos 421 km²). Los principales cultivos de la región son los cereales, seguidos de patatas y hortalizas.
En Spitak hay una granja de pollos importante.

### Industria

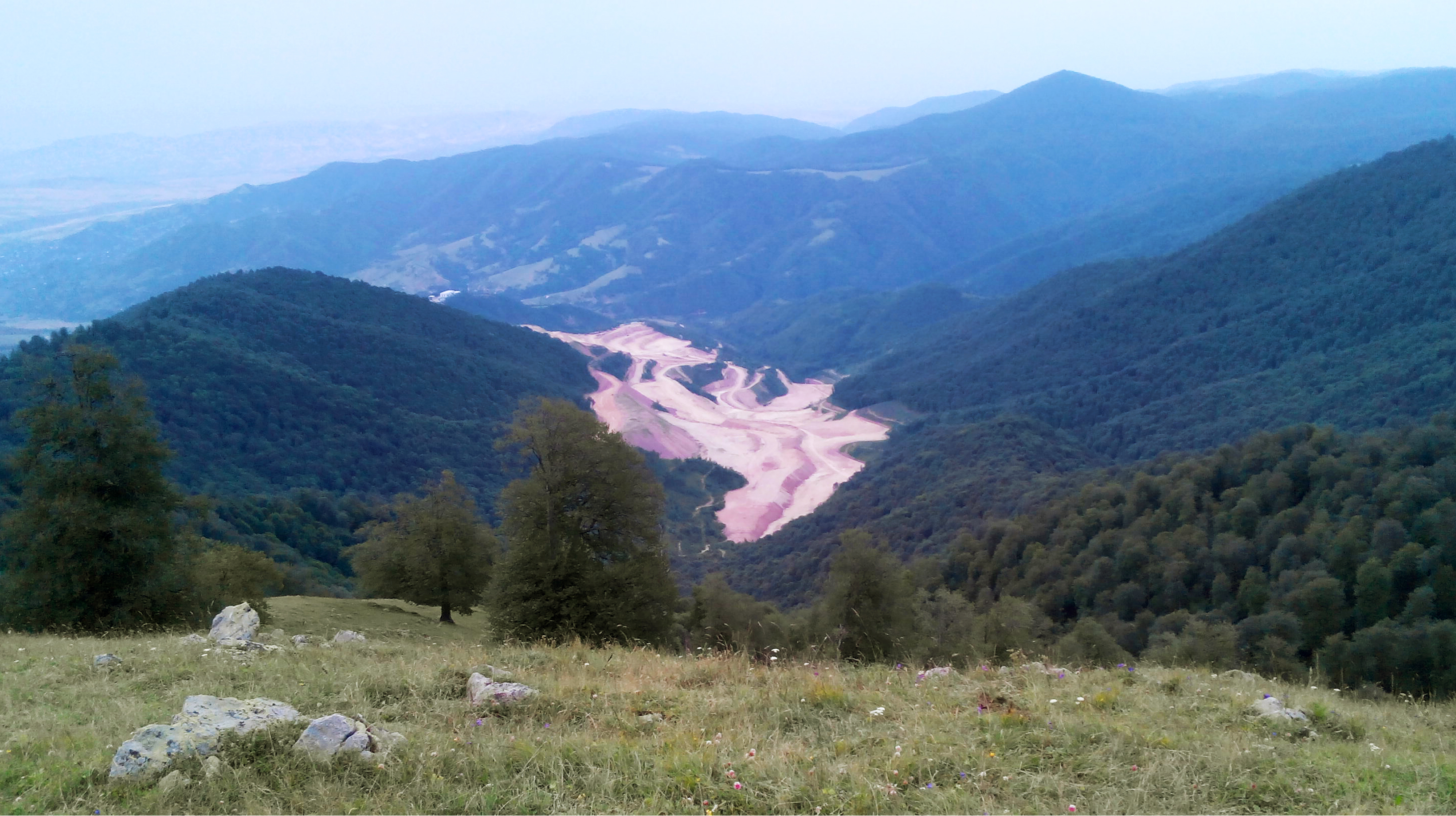
Minería a cielo abierto en Teghut

Lorri destaca en industria metalúrgica, materiales de construcción y derivados lácteos.
Las minas de cobre más grandes se localizan en Alaverdi, Akhtala, Shamlugh y Teghut. La empresa ACP que explota el cobre forma parte del grupo Vallex, cuyo propietario es el Armenian Copper Programme CJSC, con sede en Alaverdi.
La ciudad de Vanadzor es el principal centro industrial de la provincia, especializada en manufactura textil, productos químicos, materiales de construcción  y productos lácteos. La central Térmica de Vanadzor funciona desde 1961.
En Spitak se fabrican materiales para la construcción, hay una cooperativa panificadora, una productora de miel y un factoría textil.
En Stepanavan se fabrican materiales eléctricos; en Tashir, productos lácteos, sobre todo queso; en Alaverdi materiales de construcción; en Hobardz, cosméticos y perfumes; en Katnarat, productos lácteos, en Hartagyugh, aceite de lino, y en Vardablur se fabrican bebidas carbonatadas.